# Edge of a Broken Heart
Edge of a Broken Heart – singel zespołu Bon Jovi wydany w 1987 przez wytwórnię Mercury Records. Utwór znalazł się na ścieżce dźwiękowej filmu Trzech wesołych pielęgniarzy (ang. Disorderlies). Singel został wydany jedynie w radiu, uplasował się na 38. listy przebojów Billboard Hot 100 Airplay.
Utwór został umieszczony na kompilacjach grupy: 100,000,000 Bon Jovi Fans Can’t Be Wrong (2004) i specjalnej, dwupłytowej edycji albumu Cross Road (1994).